# Peter Misja
Peter Misja, slovenski politik in strojevodja, * 9. junij 1968, Celje.
Odraščal je v Imenem, v Podčetrtku pa obiskoval osnovno šolo. Nadalje se je vpisal na Srednjo železniško šolo v Ljubljani.
Leta 2006 je bil kot nestrankarski in edini kandidat izvoljen za župana Občine Podčetrtek. Ponovno je bil izvoljen tudi na vseh nadaljnjih lokalnih volitvah. Poleg funkcije župana opravlja delo inštruktorja strojevodij – elektro in dizelske vleke.
Osem let je bil predsednik Turistične zveze Slovenije, nekaj let tudi Skupnosti občin Slovenije.